# Frau Sixta (Film)
Frau Sixta ist ein filmischer Frauenroman aus dem Jahre 1938 von Gustav Ucicky mit Franziska Kinz in der Titelrolle. An ihrer Seite spielen die 17-jährige Ilse Werner als ihre Tochter und Gustav Fröhlich als der Mann zwischen den beiden Frauen. Die Geschichte liegt ein 1925 publizierter Roman des Schweizers Ernst Zahn zugrunde.

## Handlung
Südtirol im Jahre 1861. In den Ötztaler Alpen befindet sich, nahe der Grenze zu Italien, der Hochgenaunhof. Dort führt mit harter aber gerechter Hand die seit kurzem verwitwete Frau Sixta die Poststation. Bei ihren Angestellten, den Knechten, ist sie wegen ihrer Gerechtigkeit beliebt. Ein paar Fremde kommen an, als der Leichenschmaus begangen wird, sodass sich Frau Sixta vorzeitig verabschiedet und um die Neuankömmlinge kümmert. Gemeindevorsteher Forcher, der ebenfalls beim Festschmaus anwesend ist, hat seit dem Tode ihres Mannes ein Auge auf die fleißige Witwe, die ja nun auch noch ganz allein den Hof bewirtschaften muss, geworfen. Unter den Postkutschengästen befindet sich auch ein ehemaliger Major namens Markus. Er plant, am Folgetag nach Italien weiterzureisen, weil er sich in Mailand ein neues Leben aufbaue will. Frau Sixta ist von dem feschen Offizier im Ruhestand recht angetan, weil er sich beim Fohlen einer Stute in der folgenden Nacht recht geschickt als Geburtshelfer angestellt hatte, und fragt diesen, ob er nicht bleiben und bei ihr als Verwalter des Hofes anfangen wolle. Major Markus gibt nach kurzem Zögern seine Pläne einer Weiterreise schließlich auf. Dies passt dem eifersüchtigen Forcher überhaupt nicht in den Kram, denn bald verlieben sich Frau Sixta und der Major auch noch ineinander, und der alte Gemeindevorsteher, der geplant hat, Frau Sixta zu heiraten, sieht seine Felle davonschwimmen.
Markus hat es als Fremder schwer, von Frau Sixtas Angestellten und den hier Einheimischen akzeptiert zu werden. Forcher gießt auch noch Öl ins Feuer und hetzt die Dorfbewohner gegen den Fremden regelrecht auf. Als es Markus bald zu bunt zu werden droht, ist es Frau Sixta, die ihn mit Engelszungen zum Bleiben überreden kann. Sie bittet ihn eines Tages, zu einem Kloster zu fahren und von dort ihre Tochter Otti abzuholen, die dort aufgewachsen ist. Otti und der ehemalige Offizier verstehen sich auf Anhieb, und aus einer erblühenden Freundschaft erwächst rasch eine innige Liebe. Als Frau Sixta schließlich davon erfährt, rottet sich zu allem Überfluss auch noch der von Forcher aufgehetzte Dorfpöbel zusammen und macht sich auf den Weg in Richtung Hochgenaunhof, um Markus endgültig von hier zu vertreiben. Erste Steine fliegen in Richtung des Hauses. Frau Sixta tritt vor die Tür und erklärt den aufgebrachten Dörflern, dass Markus Ottis Verlobter sei. Sie schickt das junge Glück mit ihrer besten Freundin, der alten Dora, als aufpassender Anstandswauwau nach Italien und bringt damit die beiden jungen Leute außer Reichweite des Dorfbewohner-Mobs. Als sich die Kutsche in Gang setzt, wird Frau Sixta klar, dass sie vermutlich ihr Kind nie mehr wieder sehen wird. Sie läuft der Kutsche bis zur italienischen Grenze nach, dann kehrt sie gefestigt zur Poststation zurück, bereit, ihr bisheriges Leben allein fortzusetzen.

## Produktionsnotizen
Frau Sixta entstand zwischen dem 17. Mai und dem 30. Juli 1938 in Kühtai bei Innsbruck (Außenaufnahmen) und in den Bavaria-Ateliers in Geiselgasteig bei München. Die Uraufführung erfolgte am 7. September 1938 im Ufa-Palast in Nürnberg, die Berliner Premiere fand am 1. November 1938 im Gloria-Palast statt.
Hanns H. Kuhnert entwarf die von Franz Koehn ausgeführten Filmbauten, der Filmeditor Paul May führte Dialogregie.

## Wissenswertes
Für die Hauptdarstellerin Franziska Kinz besaß ihr Erfolgsfilm Frau Sixta einschneidende Bedeutung. Sie ließ sich nach dem Zweiten Weltkrieg an dem Handlungsort Südtirol nieder und nannte ihr Landhaus „Sixta“.

## Rezeption
Der Film erhielt im Dritten Reich von der gleichgeschalteten Presse durchgehend gute Bewertungen („Ein Film um eine herrliche Frau und einzigartige Mutter“, „Ein Film vom Glauben an die Heimat“, „Ein vom Film vom deutschen Herzen“) und wurde auch von Adolf Hitler geschätzt.
Die Nachkriegskritik kam zu seiner sachlicheren Bewertung:

„Rührstück nach einem Roman von Ernst Zahn. Der frühe Heimatfilm hat lediglich dank der Hauptdarstellerin einige bewegende Momente.“